# St. Elisabeth (Hildesheim)

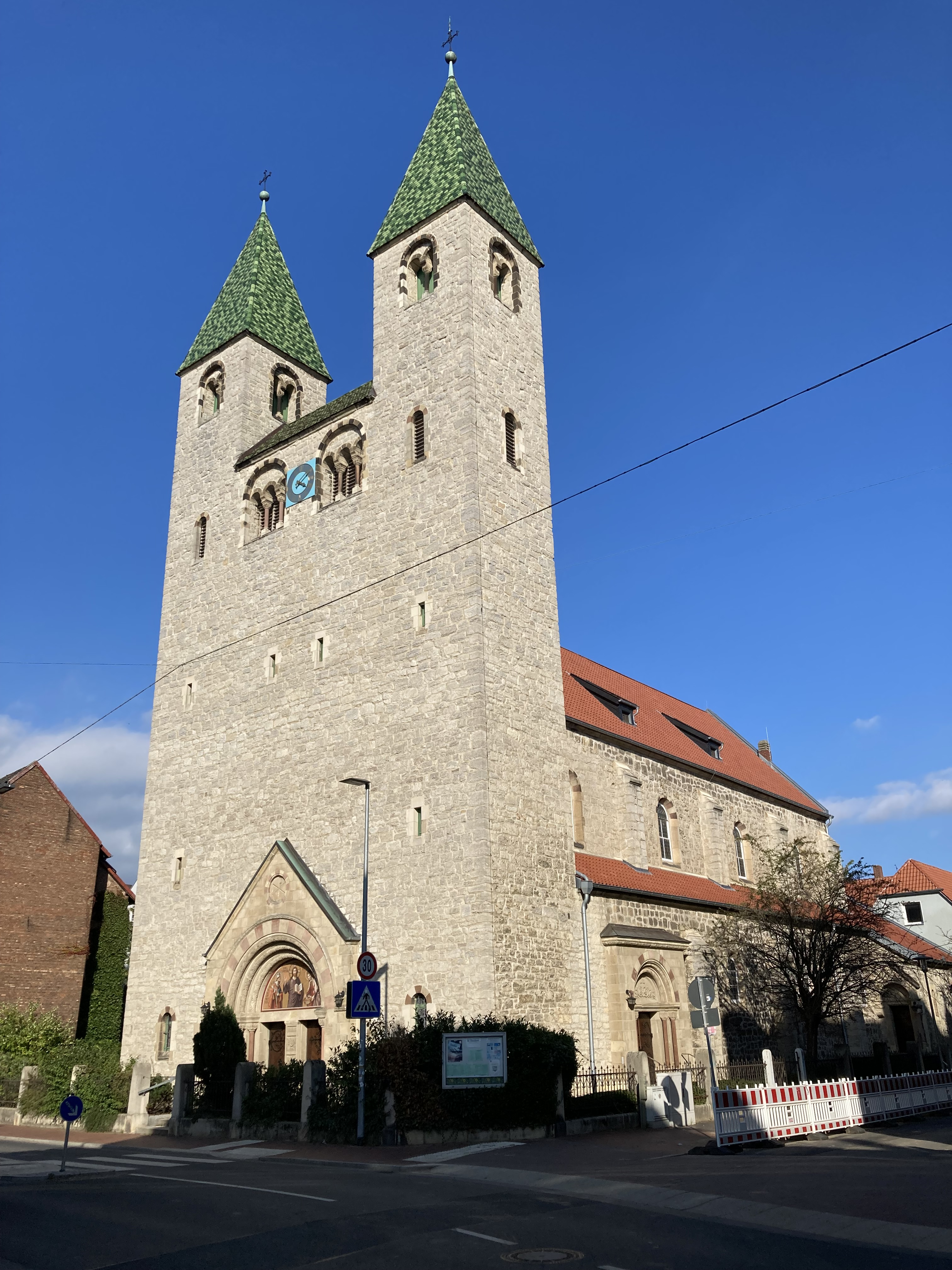
St.-Elisabeth-Kirche

Die römisch-katholische Filialkirche St. Elisabeth in Hildesheim befindet sich in der Moltkestraße, Ecke Goethestraße, in der Oststadt und gehört heute zur Hildesheimer Pfarrgemeinde St. Godehard im Dekanat Hildesheim des Bistums Hildesheim.

## Geschichte
Die Entstehung der Oststadt als neuer Stadtteil in der Jahrhundertwende bedingte für die Einwohner weite Wege für den Besuch der bestehenden Kirchen in der Innenstadt. Darüber hinaus wurde mit der Katharinenkapelle des gleichnamigen Hospitals ein Sakralbau in den östlichen Stadterweiterungsgebieten zugunsten der neuen Straßenzüge abgerissen. Dort befindet sich heute die Katharinenstraße.
Die ursprüngliche Planung sah einen großen gemeinsamen Kirchenbau für die Nord- und Oststadt an der Speicherstraße, nordwestlich der Altstadt, vor. Aufgrund einer Empfehlung des Baurats Richard Herzig wurden diese Pläne verworfen, damit eine bessere seelsorgerische Betreuung der Bewohner erfolgen konnte, und stattdessen zwei mittelgroße Kirchen errichtet. Für die Oststadt ist dies St. Elisabeth, für die Nordstadt St. Bernward. In diesem Zuge wurden auch die Pfarrgemeindebezirke neu eingeteilt.

## Baubeschreibung
Bei dem Bau sollte, wie auch bei der Kirche St. Bernward, ein bodenständiger Charakter gewahrt bleiben. Gleichzeitig sollte an die Romanik der Michaeliskirche und der Basilika St. Godehard angeknüpft werden. Nach Plänen Leitung von Richard Herzig wurde St. Elisabeth 1905 begonnen und im Mai 1907 als dreischiffige Basilika aus heimischem Kalkbruchstein fertiggestellt. Auffällig ist die weithin sichtbare Doppelturmfassade, die lediglich im oberen Bereich durch Fenster unterbrochen wird.